# Autorisé à tuer
Pour plus de détails, voir Fiche technique et Distribution.
Autorisé à tuer (Impatto mortale) est un film policier italien réalisé par Fabrizio De Angelis et sorti en 1984.

## Fiche technique
- Titre français : Autorisé à tuer
- Titre original italien  : Impatto mortale[1]
- Réalisateur : Fabrizio De Angelis (sous le nom de « Larry Ludman »)
- Scénario : Fabrizio De Angelis (sous le nom de « Larry Ludman »), Dardano Sacchetti (sous le nom de « David Parker Jr. »)
- Photographie : Sergio D'Offizi (it), Roberto Forges Davanzati (it)
- Montage : Vincenzo Tomassi (it)
- Effets spéciaux : Albert Cooper, Dennis Rotbard
- Musique : Francesco De Masi, Walter Rizzati
- Décors : Massimo Antonello Geleng
- Maquillage : Maurizio Trani (it)
- Décors : Luciano Spadoni (it)
- Production : Riccardo Garrone, Fabrizio De Angelis (sous le nom de « Larry Ludman »), Raúl García
- Société de production : European International Films
- Pays de production :  Italie
- Langue originale : italien
- Format : Couleur par Eastmancolor - 2,35:1 - Son mono - 35 mm
- Durée : 90 minutes
- Genre : Film policier
- Dates de sortie :
  - Allemagne de l'Ouest : 18 mai 1984
  - Italie : 23 août 1984

## Distribution
- Bo Svenson : George Ryan
- Fred Williamson : Lou Payne
- Marcia Clingan : Sandra
- Giovanni Lombardo Radice (sous le nom de « John Morghen ») : Al
- Vincent Conte : Kurt